# El gen egoísta
El gen egoísta: las bases biológicas de nuestra conducta (en inglés: The Selfish Gene) es una obra divulgativa sobre la teoría de la evolución, escrita por Richard Dawkins en 1976. 
En ella se interpreta la evolución de las especies desde el punto de vista de los genes en lugar del individuo, a la vez que critica los argumentos de la selección de grupos.
Según la teoría del gen egoísta, el gen es la unidad evolutiva fundamental. Mediante esta idea se pretendía poner fin a algunas confusiones creadas para explicar determinadas características físicas o conductuales de los seres vivos. 
Examinando la evolución desde un punto de vista genético, se pueden explicar los fenómenos de selección natural actuando en niveles superiores. Este libro también es notable por introducir el concepto de meme.
En el prólogo de la edición del trigésimo aniversario del libro, Dawkins expuso que «puede ver fácilmente que el título del libro podría dar una impresión inadecuada de su contenido» y en retrospectiva cree que debería haber tomado el consejo de Tom Maschler y haberlo llamado The Immortal Gene (El gen inmortal).

## Contenido
La teoría de Dawkins establece que son los genes —y no los individuos— los agentes sobre los que opera la evolución. Dawkins redefine el concepto de gen como unidad informativa heredable que produce uno o varios efectos concretos, en tanto pueda existir otra unidad de información que produzca efectos distintos, denominada alelo, sin importar si se trata de un improbable gen aislado o de varios genes cooperativos; incluso es indistinto si un gen se corresponde con un cromosoma entero o con un fragmento.
El egoísmo es una forma en la que Dawkins explica que la probabilidad de que un gen prospere depende de su capacidad de adecuación al medio.
Los organismos son, pues, meras máquinas de supervivencia para genes. Un gen de un organismo sigue existiendo si dicho ser se reproduce. Y, puesto que los genes son la base de la herencia en la reproducción sexual, los genes que proporcionen ventajas reproductivas para el individuo al que pertenezcan los alelos, tenderán a ser heredados por un número cada vez mayor de individuos.
Una metáfora adecuada para la teoría del gen egoísta es una respuesta a la pregunta «¿Qué fue antes, la gallina o el huevo?». La respuesta, según la teoría del gen egoísta, sería que la gallina no es más que el medio en que los huevos se reproducen. Con estas premisas, Dawkins explica las relaciones sociales: la agresión, la guerra de sexos, el racismo, el conflicto generacional, e incluso la plausibilidad del altruismo.
Como colofón de la obra, Dawkins acuña el concepto de meme como agente responsable de la transmisión cultural en el ser humano, análogo al concepto de gen y, por lo tanto, sujeto a las mismas reglas básicas de la evolución (el egoísmo, entre ellas).

## Ediciones
- 1976: primera edición. The Selfish Gene. Oxford University Press. ISBN 0-19-857519-X
- 1989: segunda edición, actualizada. The Selfish Gene (2.ª ed.). Oxford: Oxford University Press. ISBN 0-19-217773-7. La mayoría del texto de la edición de 1976 se conserva, haciéndose la actualización generalmente en forma de notas al final del texto. Se incorporan dos capítulos nuevos: el capítulo 12, Los buenos chicos acaban primero (basado en los trabajos de Robert Axelrod); y el capítulo 13, El largo brazo del gen (basado en la obra El fenotipo extendido del propio Dawkins). (En español: El gen egoísta, Richard Dawkins Salvat Editores, S.A., 2.ª edición, Barcelona, 2000, 407 páginas, ISBN 8434501783)
- 2006: tercera edición, para celebrar el 30 aniversario, con nueva introducción del autor (The Selfish Gene (3.ª ed.), Oxford University Press, ISBN 0-1992-9114-4).
- 2016: cuarta edición. Nuevo epílogo para el 40.º aniversario. The Selfish Gene (4.ª ed.), Oxford University Press, ISBN 978-0-19-878860-7).